# الضحاك التحتاني
الضحاك التحتاني  قرية سوريّة تتبع إداريّاً لمحافظة حلب منطقة عفرين ناحية راجو، بلغ تعداد سكانها 177 نسمة حسب التعداد السكاني لعام 2004.